# Noël Colombier
Noël Colombier est un chanteur français, né Robert Marcel Cornut le 23 février 1932 à Champcevinel et mort le 14 avril 2017 à Carbonne. Auteur-compositeur-interprète, il est surtout connu pour ses chansons chrétiennes.

## Biographie
Né en Dordogne en 1932, Robert Marcel Cornut devient prêtre. Aumônier de jeunes et de prisonniers, il chante, la guitare à la main, et se fait connaître sous le nom de l'abbé Noël Colombier. 
Pour Le Monde, en 1965, « l'abbé Colombier a réussi » : il présente des chansons rythmées, rodées devant des jeunes ; son répertoire ne reflète pas « la morale confite et la prose pieuse », mais se rapproche plutôt de Brassens, de Johnny Hallyday ou des Beatles, avec des réminiscences de negro spirituals ou de valses musettes.
Il retourne ensuite à l'état laïc pour fonder un foyer, se consacre à la musique et devient auteur-compositeur-interprète. Les éditions Fleurus le sollicitent pour l'écriture de chants destinés à accompagner la liturgie, la catéchèse ou les jeunes. Il crée le cycle La Chanson de Jackie, avec les chanteurs d'Île-de-France, préfigurant les Poppys.
Il écrit et compose sur des registres divers. Ses titres sortent sous des labels non confessionnels : EMI, l'ancienne major du disque, et AZ du groupe Universal. Il crée plus tard, en 1995, son propre label, « Air libre », repris par ADF-Bayard musique en 2010.
Noël Colombier est un des premiers émules du Père Duval, avec cependant une moindre notoriété. Il chante la Bible, et ses compositions conviennent bien à la catéchèse. Il chante ainsi notamment la Ballade de David, Toi qui aimes ceux qui s'aiment, Puisque l'amour prend racine, les idoles, le Regard de Jésus, que Jean-Claude Gianadda juge « si émouvant », Arc-en-ciel, l'enfant prodigue.
Selon Mélinée Le Priol, de La Croix, ses cinq meilleurs tubes sont Tu es le Dieu des grands espaces, qui est un « hymne à la Création » et « peut-être le plus célèbre des 250 titres religieux de Noël Colombier » ; Je crois en Dieu qui chante, aux paroles simples, adaptées aux plus jeunes ; Toi qui aimes ceux qui s’aiment car Tu es l’amour, qui accompagne les mariages ; L’eau, souvent utilisé pour la liturgie baptismale ; Gandhi, Luther King ou Jésus-Christ, chanson profane, humaniste et pacifiste, composée pour un chœur d'enfants.
Il est mort le 14 avril 2017 là où il vivait, en Haute-Garonne. Ses obsèques sont célébrées le 20 avril par l'évêque Marcel Perrier.

## Hommages et témoignages
Pour Gaëtan de Courrèges, la place de Noël Colombier n'est pas loin « des troubadours et des trouvères ».
Claude Bernard rappelle d'abord la chanson Tu es le Dieu des grands espaces et des vastes horizons qui représente la « vision du monde [que Noël Colombier] trouvait naturelle, mais qu’il aurait sans doute aimé voir plus souvent dans notre Église ».